# Forte de São João das Maias

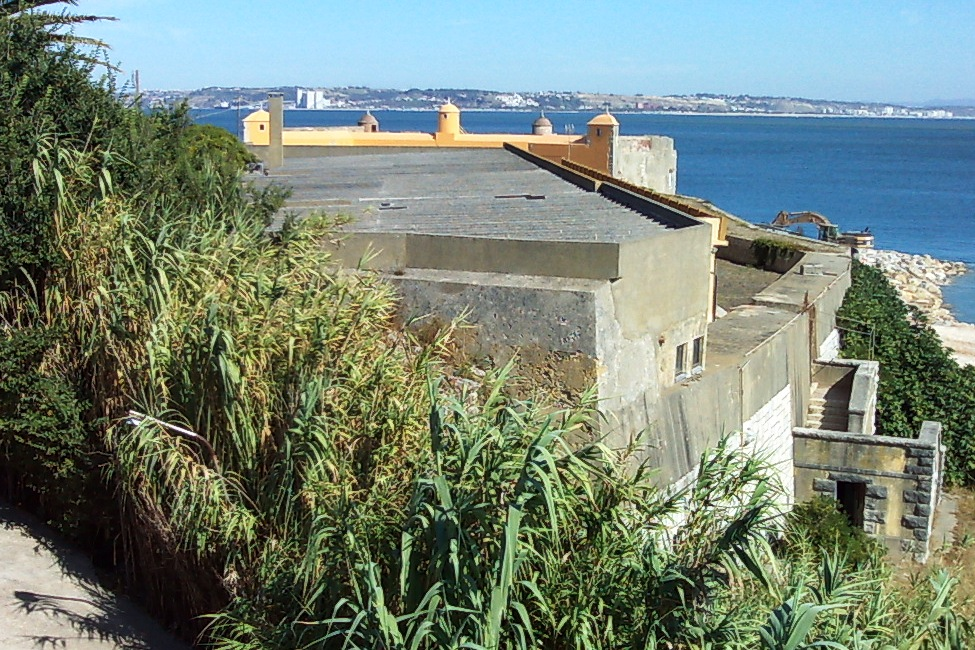
Forte de São João das Maias, Oeiras.

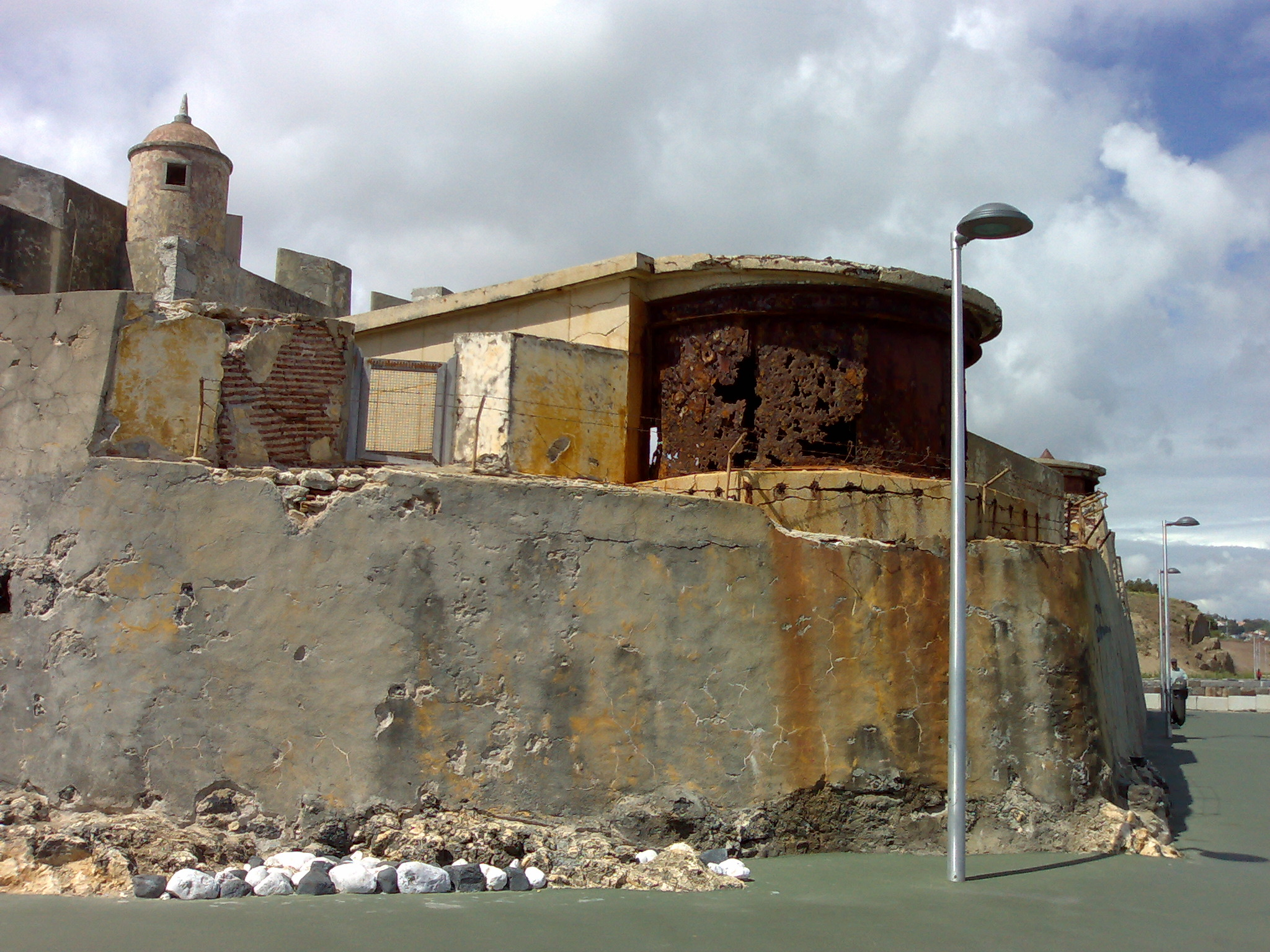
Forte de São João das Maias, Oeiras.

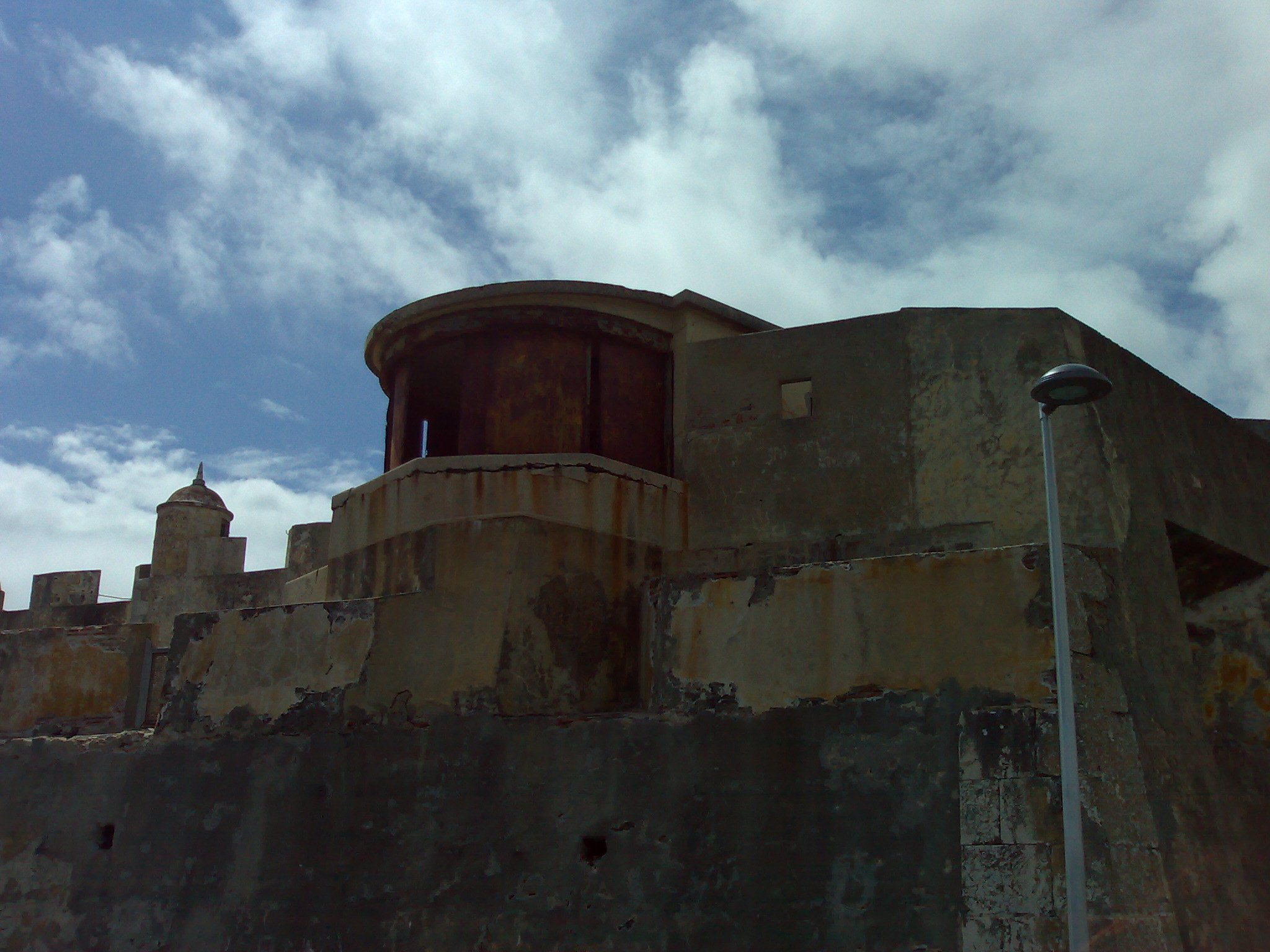
Forte de São João das Maias, Oeiras.

O Forte de São João das Maias, também referido como Forte de Oeiras ou Forte das Maias, localiza-se na margem direita do Estuário do Tejo, no extremo Leste da enseada da Praia de Santo Amaro, na vila de Oeiras, freguesia de Oeiras e São Julião da Barra, Paço de Arcos e Caxias, na Costa de Lisboa.
Foi edificado no contexto da Guerra da Restauração da independência portuguesa, integrante da 1ª linha de fortificações (marítimas e fluviais) da barra do Tejo erguidas à época, que se estendia do cabo da Roca até à Torre de Belém, para defesa da cidade de Lisboa.

## História
Foi erguido por determinação do Conselho de Guerra de D. João IV (1640-1656), sob a supervisão de D. António Luís de Meneses (1596-1675), 3° conde de Cantanhede, na qualidade de Governador das Armas da Praça de Cascais. Coadjuvava a defesa proporcionada pelo Forte de São Julião da Barra, a quem se subordinava.
Com traça possívelmente de Cosmander, as obras ficaram a cargo do capitão Álvaro de Souza, tendo se desenvolvido de 1644 a 1653, quando ficou guarnecido por vinte soldados, dez artilheiros e um condestável, e artilhado com cinco peças.
No alvorecer do século XVIII foi governado por D. Cristóvão Manuel, 2º conde de Vila Flor, nomeado em 1701 e falecido em 1704. Em 1728 o forte era governado pelo capitão Manuel de Brito Freire, até ao seu falecimento e, em 1730, pelo sargento-mor José da Cruz da Silva, por falecimento do antecessor. Um pouco mais tarde, em 1735, encontrava-se em bom estado de conservação, porém sua artilharia reduzia-se a duas peças de bronze do calibre 24 montadas, e mais doze, de diversos calibres, fora de serviço. Em meados do século, necessitando de reparos, as suas obras eram orçadas em 1.200$000 réis (1751). É deste período a primeira aplicação de azulejos nas dependências da Capela, por iniciativa do seu governador, Roque Martins Ribeiro (1754), que entretanto, seria severamente danificado quando do terramoto de 1755. Reparada, a Capela foi reaberta ao culto, pelo mesmo governador, em 1759.
Uma década mais tarde, efetuam-se obras de ampliação da estrutura, principiando-se a chamada Bateria Nova, externamente ao recinto fortificado. Essa bateria ainda se encontrava sem a respectiva artilharia a 18 de Agosto de 1769. Obras de reparos prosseguiam em 1793, quando a bateria foi reconstruída.
Ao se iniciar o século XIX, após a Guerra das Laranjas, o forte encontrava-se artilhado com vinte e quatro peças de diversos calibres, distribuidas doze na Bateria Nova, oito na Bateria Velha e mais quatro na Bateria Elevada (no terraço da Casa-forte). Em 1809 integrava a defesa constituída pelas Linhas de Torres. Mais tarde, à época das Guerras Liberais encontrava-se sob o governo do tenente-coronel João da Guarda Cabreira (nomeado em 9 de Novembro de 1831), estando artilhada por quatorze peças de diversos calibres (1833). Anos mais tarde, a sua artilharia elevava-se a dezessete peças em serviço (1837). Em meados do século XIX, passou por obras de reedificação (1853), sendo governador do forte o major Inácio José Perdigão e governador do Forte de São Julião da Barra o general barão da Batalha, de acordo com placa epigráfica.
Em meados do século XX, alguns terrenos pertencente ao entorno do forte foram cedidos à Junta Autónoma das Estradas (13 de Janeiro de 1940), com vistas à abertura da Av. Marginal. As dependências do forte abrigavam a Colónia Balnear Infantil da Brigada Naval da Região de Lisboa (1963). Após a Revolução dos Cravos, a edificação foi cedida formalmente aos Serviços Sociais das Forças Armadas para servir como colónia de férias (1976).

## Características
Pequena fortificação marítima de traçado abaluartado, em estilo maneirista. Erguida em alvenaria, apresenta planta no formato pentagonal irregular, com merlões e guaritas com corpo cilindrico recobertas por cúpulas.
Sobre o portão principal em arco perfeito, em cantaria, uma lápide epigráfica encimada pelas armas reais informa Alvaro de Sousa o fez em 1644. Por ele se acede a Casa-forte com planta no formato de um trapézio, coberta por um eirado, onde se distribuem as dependências de serviço. No vestíbulo destaca-se o lambri de azulejos monocromático e, no final do corredor, na Capela, coberta por abóbada de berço, o silhar de azulejos monocromático de meados do século XVIII, representando Santa Rosália e São Roque.